# Bañados de Izozog y el río Parapetí
Los Bañados de Izozog y el río Parapetí conforman juntos un humedal de Bolivia, ubicado en el departamento de Santa Cruz. Es el humedal más extenso y de mayor importancia dentro de la región boliviana del Gran Chaco, ya que concentra una gran fauna y flora típicas de la región chaqueña. Parte del humedal se encuentra dentro del parque nacional Kaa Iya del Gran Chaco, que es el parque nacional más grande del país.
Tiene una superficie de 615.882 ha, a una altitud de 300 m s. n. m.
Hidrológicamente, los Bañados de Izozog son únicos ya que son la terminación de las aguas del río Parapetí en una depresión tectónica. El río Parapetí al llegar a los Bañados se divide en numerosos brazos. El agua se pierde en gran parte por evapotranspiración e infiltración, el resto migra lentamente hacia el Amazonas y según el conocimiento actual provee agua al río Quimome que a su vez alimenta a otro gran humedal de alta importancia de la cuenca amazónica, la laguna Concepción.
Los Bañados de Izozog representan el mejor hábitat con disponibilidad de agua durante todo el año en medio de extensas zonas xéricas. Por consiguiente son de alta importancia estacional para toda la fauna de los ecosistemas colindantes, siendo un sitio de reproducción, crecimiento y alimentación y un refugio migratorio para muchas de las especies de peces, anfibios, reptiles, aves y mamíferos.
El 17 de septiembre de 2001, Bolivia designó como sitio Ramsar a este humedal.

## Toponimia
Izozog viene de la expresión guaraní “y”, agua y “oso-oso”, que se pierden, formando el significado del lugar donde las aguas se pierden.

## Clima
El clima de la zona es semiárido, con una marcada época de lluvias en el verano, que comienza en el mes de noviembre y termina en marzo. La precipitación media anual de la zona es de 600mm, la cual decrece hacia el sudeste y aumenta hacia el noreste. La temperatura media anual es de 24,9 °C, con temperaturas extremas de 43,3 °C y la más baja -1,1 °C, según datos del Servicio Nacional de Meteorología e Hidrología.